# Вагінальний секрет
Вагіна́льна лубрикація  або секре́ція — суміш природних вагінальних виділень, що забезпечують лубрикацію вагіни. Рідина присутня у вагіні завжди, її кількість, консистенція і склад змінюються залежно від фази менструального циклу та значно зростає під час сексуального збудження жінки.
Плазма крові зі стінок вагіни внаслідок нагнітання судин вважається основним джерелом лубрикації, а бартолінові залози, розташовані в нижніх боках вагінального отвору, також виділяють слиз для збільшення секреції вагінальних стінок. Перед овуляцією цервікальний слиз забезпечує додаткову лубрикацію.
Вагінальна сухість є симптомом менопаузи, ряду захворювань та побічним ефектом від прийому деяких ліків. Без вагінальної лубрикації секс з проникненням болючий для жінки, тому сексуальна практика з жінками передбачає достатню прелюдію (обійми, поцілунки, ) або кунілінгус із достатньою кількістю слини. У разі вагінальної сухості також застосовуються синтетичні лубриканти.
Видом сексуального насильства проти жінок є сухий секс — умисний вагінальний секс без достатньої лубрикації, що призводить до травм та захворювань жінок